# Smerek (wieś)
Smerek (w latach 1977–1981 Świerków) – wieś w Polsce położona w województwie podkarpackim, w powiecie leskim, w gminie Cisna, w Bieszczadach. Leży przy DW897. Wieś graniczy ze Strzebowiskami oraz z Wetliną.
W latach 1975–1998 miejscowość administracyjnie należała do województwa krośnieńskiego.

## Historia
Wieś położona jest 644 m n.p.m., przy ujściu potoku Smerek (dawniej Smrek) do Wetliny (dopływ Solinki). Nazwa wsi Smerek pochodzi od słowackiej nazwy świerka (smrek). Wieś lokowana była na prawie wołoskim, powstała w 1529 roku, należała pierwotnie do rodu Kmitów.
Założona została nad potokiem Niedźwiedź – dopływem Wetlinki. W 1580 roku przeszła z rąk Kmitów do rodziny Herburtów, a następnie zmieniała właścicieli. W 1785 roku liczyła 410 mieszkańców. W 1908 lub 1909 roku majątek ziemski w Smereku, składający się z lasów, został wykupiony przez wiedeńską firmę handlu drzewnego Holz Handels Aktiengesselchaft, i do jego przysiółka Beskid, położonego wyżej doprowadzono wówczas kolej wąskotorową. W tym czasie w Beskidzie powstał też tartak parowy. W 1932 przedstawiciele rodziny Borek-Prek ze Lwowa (zapisywanej także Borck Prek), Lucja, Klementyna i Ksawery ze Lwowa, objęli wieś we własność; od 1938 do 1938 właścicielem był Lucjan Borek-Prek, zamieszkujący w pobliskiej Kalnicy. Wieś leżała w pasie przenikania się wpływów łemkowskich i bojkowskich.
W pierwszej połowie XIX wieku i ponownie od lat 30. XX wieku we wsi działała szkoła. W 1921 roku wieś liczyła 107 domów i 674 mieszkańców, w tym 564 wyznania greckokatolickiego, 58 rzymskokatolickiego i 43 żydów. Dwór leżał na prawym brzegu potoku Niedźwiedź. Z przemysłu, istniały dwa młyny wodne i tartak parowy w przysiółku Beskid, powstały ok. 1908-1909.
W II Rzeczypospolitej wieś w powiecie leskim województwa lwowskiego. W latach 1944–1945 nacjonaliści ukraińscy z OUN-UPA zamordowali tutaj 8 Polaków i 8 Romów (Cyganów). Bezpośrednio po działaniach II wojny światowej, w rejonie Smereka i pobliskich wsi stacjonowała sotnia UPA „Wesołego”, licząca poniżej 200 partyzantów. 21 marca 1945 dwa bataliony żołnierzy sowieckich i pluton MO z Cisnej otoczyły sotnię. W czasie walki zginęło 84 upowców i wielu mieszkańców wsi. Wszystkie domy spłonęły.
Od połowy 1945 do połowy 1946 roku praktycznie cała ludność wsi została przesiedlona przymusowo do Ukraińskiej SRR (przeznaczono do przesiedlenia 691 osób). Pod koniec lat 40. było tam jedynie kilka domów, po czym w latach 60. zbudowano nowe domy, PGR i ośrodek wczasowy PKP. Wieś jest siedzibą sołectwa, obejmującego Jaworzec, Łuh i Zawój. W 1995 roku liczyła 43 domy i 104 mieszkańców.
W 1875 roku powstała tam cerkiew pw. św. Wielkiego Męczennika Dymitra, zniszczona prawdopodobnie podczas II wojny św. Do 1947 miejscowa parafia należała do dekanatu baligrodzkiego, diecezji przemyskiej. Obecnie parafia w Baligrodzie pw. Niepokalanego Poczęcia NMP należy do dekanatu Lesko.
We wsi znajduje się duży obiekt hotelowy oraz kryta pływalnia z basenem kąpielowym o dł. 25 m, głębokość 3 m (przy zeskoku).